# Marginella orstomi
Marginella orstomi is een slakkensoort uit de familie van de Marginellidae. De wetenschappelijke naam van de soort is voor het eerst geldig gepubliceerd in 1975 door Coomans.